# Dudley Shelton Senanayake
Dudley Shelton Senanayake (syng. ඩඩ්ලි ශෙල්ටන් සේනානායක, tamil.  டட்லி சேனநாயக்கா, ur. 19 czerwca 1911, zm. 13 kwietnia 1973) – trzykrotny premier Sri Lanki. Najstarszy syn Molly Dunuwila i Dona Stephena Senanayake, pierwszego premiera kraju. 

## Życiorys
Kształcił się w prestiżowej szkole S. Thomas' College, Mount Lavinia potem w Corpus Christi College i Middle Temple. Po powrocie na Cejlon został członkiem Rady Państwa, w której jego ojciec był ministrem rolnictwa. Zastąpił go na tym stanowisku w 1946 i pełnił tę funkcję także po uzyskaniu przez kraj niepodległości. Kilka dni po nagłej śmierci swego ojca, został niespodziewanie mianowany na fotel premiera (26 marca 1952) przez gubernatora Cejlonu, Lorda Soulbury. W październiku 1953 Shelton Senanayake złożył dymisję z powodu kłopotów gospodarczych kraju i strajków - powszechnie znanych jako "Wydarzenia Hartal 1953".
W 1960 znów został premierem, ale już po czterech miesiącach zrezygnował z tej funkcji z powodu sporów koalicyjnych a jego partia UNP przeszła po wyborach do opozycji. Po wygraniu przez UNP przedterminowych wyborów w 1965 został premierem po raz trzeci. Tym razem rządził przez pięć lat. Dążył do pogodzenia zwaśnionych ze sobą nacjonalistów syngaleskich i tamilskich. Przeprowadził reformy wyciągające gospodarkę kraju z kryzysu. Tak zwana "zielona rewolucja" w rolnictwie przyniosła wielki sukces. Sama produkcja ryżu podwoiła się w ciągu zaledwie czterech lat.
Kolejne wybory, w 1970 jednak przegrał na rzecz partii byłej premier Sirimavo Bandaranaike. 
Pozostał aktywny w polityce aż do swojej śmierci w kwietniu 1973. Jego pogrzeb zgromadził nieprzebrane tłumy i do dziś wspomina się go jako prawdziwego demokratę i męża stanu.